# Pahute Mesa

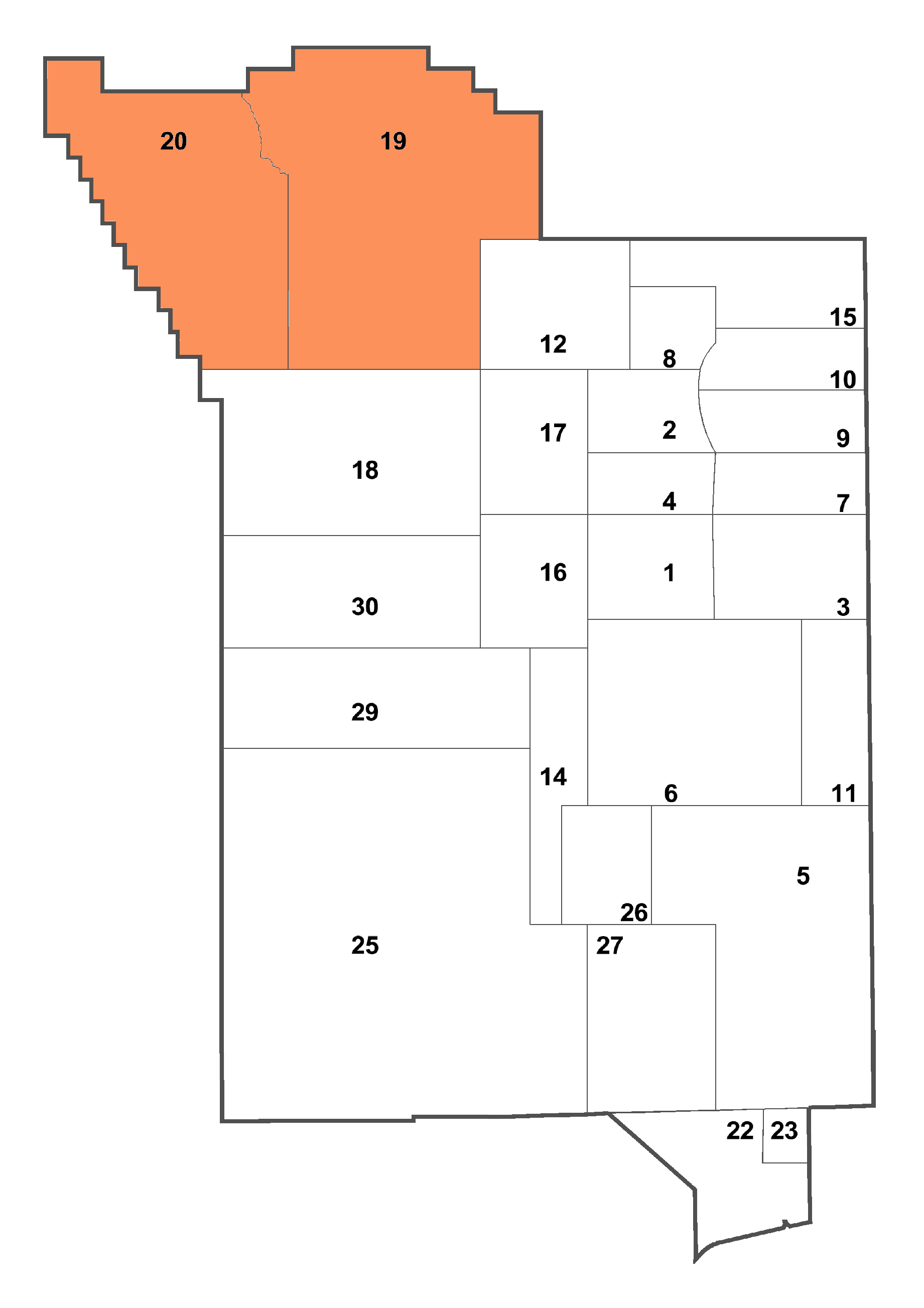

Pahute Mesa é uma das quatro principais regiões de testes nucleares do Nevada Test Site, é dividido em Área 19 e Área 20.

## Área 19
Foi utilizado para 39 testes nucleares desde 1966, tendo o último teste em 1992.

## Área 20
Foi utilizado para 49 testes nucleares desde 1965, tendo o último teste em 1991.